# Птах
Птах, или Пта (егип. Ptḥ — «Скульптор»; возможно, произносилось в древности как «питах») — древнеегипетский бог, творец мира и бог мёртвых, бог правды и порядка, особенно почитался в Мемфисе, где его храм находился у южной стены; по его имени и сам город назывался Ha-ka-ptah («храм духа Птаха»), откуда греческое слово «Αίγυπτος» (Египет). Его культ сделался общеегипетским, сохраняя обе функции (творца и бога мёртвых) и в сочетании с именами «Татенен», «Сокар» и «Осирис».
В форме «Птах-Татенен» — это «отец богов, творец людей, бывший изначала, создавший небо, основавший землю, море, бездну и дыхания». Как «Птах-Сокар-Осирис» он был главным образом богом преисподней и изображался в форме мумии с открытой головой и жезлом в руках, стоящей на иероглифе правды.
Женским дополнением Птаха была богиня Сехмет (Сехет), их сыном был Нефертум; вместе они составляли в Мемфисе божественную триаду. У греков Птах назывался Гефестом, — скорее по своему образу, чем по значению, как демиурга и создателя форм.

## Изображение
Птах изображался в виде обёрнутой белым льном мужской мумии, держащей в руках посох «уас», с зелёной или жёлтой кожей и синим головным убором. Как отметила Сэндман-Холмберг, Птах — единственный из египетских богов с прямой фараонской, а не с загнутой божьей бородой.

## Мифология
Согласно богословскому произведению мемфисских жрецов «Памятник мемфисской теологии», фиксирующему, по видимости, более древнее предание, Птах — это демиург, бог-творец, создавший первых восемь богов (первичных качеств творения, или проявлений Своей божественной сущности), составлявших четыре пары:
- Нун и Наунет (бездна), само же употребление пары имён, мужского и женского — символическое указание на способность рождать жизнь;
- Хух и Хухет (неисчислимость, обнимающая всё, бесконечность),
- Кук и Кукет (тьма, также обладающая потенциями творения);
- Амон и Амонет (безвидность, отсутствие определённого образа — не путать с именем Творца Амон), из которых Он творит мир и всё в нём существующее (животных, растения, людей, города, храмы, ремёсла, искусства и так далее) «языком и сердцем», задумав творение в своём сердце и назвав задуманное языком (произнеся Словом).

От Птаха произошли Свет и Правда, также Он — создатель царства (царственности как принципа организации жизни).
В 647 речении «Текстов Саркофагов» содержится речение от имени Птаха}:

«Я Тот, Кто к югу от Моей стены, повелитель богов, царь небесный, творец душ, правитель обеих земель (неба и земли — прим.), творец душ, дарующий душам венцы, существенность и бытие, Я творец душ и жизнь их в руке Моей, когда Я желаю, Я творю и живут они, ибо Я творящее слово, которое на устах Моих и премудрость, которая в теле Моём, достоинство Моё в руках моих, Я — Господь».

К имени Птах часто прилагался эпитет «Тот, Кто за южной стеной» (юг в египетской символике — образ вечности), иными словами, Птах — это бог по ту сторону творения, Тот, Кто в вечности, Бог Сам в Себе, Творец за пределами Своего творения.
Имя Птах практически не встречается в ритуальных текстах (текстах пирамид), где употребляется в основном имя Ра или Амон Ра (Незримое солнце). Зато от имени Птах производится множество личных имён людей (например, имя известного древнеегипетского мудреца Птаххотепа).

## Культ
Центром почитания Птаха был город Мемфис. Само название «Египет» восходит к одному из названий Мемфиса — «Храм души Птаха» (вавилонское hikuptah, др.-греч. Αἴγυπτος, а́йгюптос). Своеобразным образом таинственного и непостижимого бытия Птаха было само расположение мемфисского храма Птаха — вне стен города, за южной стеной. Культ Птаха имел общеегипетский характер, был распространён также в Нубии, Палестине, на Синае.